# Adolfo Valencia
Adolfo José Valencia Mosquera, (Buenaventura, 6 februari 1968) is een Colombiaans voetballer. Hij stond bekend als een zeer snelle aanvaller en werd daarom ook El Tren genoemd, Spaans voor De Trein.

## Clubcarrière
Valencia begon zijn loopbaan bij Independiente Santa Fe in 1988. Hij speelde daar tot 1993, waarna Valencia begon aan zijn rondreis over de wereld die hem naar Duitsland, Spanje, Argentinië, Italië. Griekenland, Verenigde Staten, Venezuela en weer Colombia bracht.

## Interlandcarrière
Valencia kwam tevens uit voor Colombia. Hij speelde 37 interlands waarin hij veertien keer scoorde. Hij was een van de vaste waarden in de Colombiaanse selectie en kwam uit op het wereldkampioenschap voetbal 1994 en 1998. Valencia maakte zijn debuut op 31 juli 1992 in het vriendschappelijke duel in en tegen de Verenigde Staten, net als Eddy Villaraga (Independiente Medellín), Luis Antonio Moreno (America de Cali) en Robert Villamizar (CA Bucaramanga). Valencia maakte in die wedstrijd in de 33ste minuut het enige doelpunt.

## Clubs
- Independiente Santa Fe (1988-1993)
- Bayern München (1993-1994)
- Atlético Madrid (1994-1995)
- CA Independiente (1995-1996)
- AC Reggiana (1996-1997)
- América de Cali (1997-1998)
- Independiente Medellín (1998-1999)
- PAOK Saloniki (1999)
- NY/NJ Metrostars (2000-2001)
- Independiente Santa Fe (2002)
- UA Maracaibo (2002)